# DVD Audio Extractor
DVD Audio Extractor é um programa capaz de extrair áudio de um disco de DVD, sendo possível extrair faixas de áudio de um DVD de áudio ou DVD de vídeo.

## Funções
O programa possui diversas funcionalidades que o tornam o melhor extrator de áudio de Dvds da atualidade. Simplesmente por ser diferente de outros programas do gênero.

### Interface
Por ser de fácil utilização é possível entender as funções existentes, graças a sua interface que mostra um assistente passo a passo para que o usuário aprenda a utilizar o programa.

### Extração Ultra-fast
Por possuir um motor de processamento completamente otimizado o programa é capaz de converter faixas de audio selecionadas em até 10% de sua reprodução normal. Mas o tempo de extração muda de acordo com o formato selecionado.

### Formatos de entrada
Com o programa é possível decodificar atualmente todos os formatos de áudio disponível em DVDs de áudio e vídeo. Dentre eles estão: Dolby Digital (AC-3), DTS, MPEG1, MPEG2, Linear PCM.

### Formatos de saída
É possível codificar vários formatos, entre eles: OGG, MP3, Uncompressed PCM Wave e FLAC. O software possui um recurso para criação de imagem de CD onde permite converter DVD para CD em uma única etapa.

### Reprodutor de Áudio e Vídeo
O programa possui outro recurso util para os usuários, que é o visualizador/reprodutor, onde é possível ouvia as faixas selecionadas antes da conversão.

### Biblioteca
O programa utiliza a biblioteca resample onde é possível gravar áudio com qualquer taxa de amostragem com a maior qualidade possível.

### Ajuda
Nesta opção o usuário é possível acessar o arquivo de ajuda do programa que esta escrito em HTML, para que saiba como usar o programa.

## Melhorias no DVD Audio Extractor
- v6.0.2
  - Dither agora é sempre aplicada em 8 bits e 16 bits de saída;
  - Pequena melhoria da qualidade do formato MP3;
  - Visualização de vídeo é mais estável no Mac OSX;
  - Corrigido um bug que notificam o som não é reproduzido quando a codificação final.

## Histórico
Desde o primeiro lançamento do programa foram disponibilizadas 60 versões, trazendo melhorias e correções.
| Versão antiga | Versão atual | Versão futura |

| DVD Audio Extractor 1 | DVD Audio Extractor 1 | DVD Audio Extractor 1  | DVD Audio Extractor 1 |
| Versão                | Atualização           | Data de lançamento     | Mudanças significativas |
| --------------------- | --------------------- | ---------------------- | --- |
| 1.x                   | 1.0.1                 | 22 de Novembro de 2003 | Primeira versão pública. |
| 1.x                   | 1.1.0                 | 18 de Dezembro de 2003 | Mudou o método de selecção de capítulos de VTS-> PGC título do capítulo>. O novo método é parecido com o modo como as pessoas assistindo filmes em DVD e, portanto, mais fácil de entender; Melhoria da velocidade de leitura de DVD; Atualização para bibliotecas OGG / Vorbis mais recente para versão 1.01.                                                                                      |
| 1.x                   | 1.1.1                 | 21 de Dezembro de 2003 | Adicionado tempo decorrido eo tempo restante informação durante a decodificação; Bug fix: Em alguns casos raros silêncios redundantes são inseridos ao decodificar vários capítulos de arquivo de saída única. |
| 1.x                   | 1.1.2                 | 27 de Dezembro de 2003 | Adicionado em função demux direto fluxo para LPCM, MPEG, AC-3 e áudio DTS córregos; Melhoria na velocidade de decodificação. |
| 1.x                   | 1.1.3                 | 11 de Janeiro de 2004  | Bug Fix: "Não é possível ler o fluxo de áudio selecionado." erro devido a falha ao desbloquear DVD. |
| 1.x                   | 1.1.4                 | 2 de Fevereiro de 2004 | Novo recurso: Permitir a alteração da faixa de áudio nomes / capítulo; Bug Fix: O comprimento do nome do usuário na janela de registo é muito curto. Extensão de 40 caracteres; Atualização para Lame 3.95.1. |
| 1.x                   | 1.1.5                 | 7 de Março de 2004     | Novo recurso: Added leitura do modo de pasta de arquivo, devido às solicitações do usuário. Isso também acrescentado (limitada) de apoio para Win9x/Me sistemas em DVD-ROMs não são reconhecidos por este software. |
| 1.x                   | 1.1.6                 | 27 de Março de 2004    | Removido original Drive testes Capabilities. Agora, proporciona uma melhor compatibilidade com DVD externo ou virtual / unidade de CD; Corrigido um bug que aconteceu quando a conversão de 20bit para 16bit wav LPCM. |
| 1.x                   | 1.2.0                 | 6 de Maio de 2004      | Computer Application Studio mudou-se para ele é novo site www.castudio.org. páginas em Old thunder.prohosting.com não estão mais acessíveis; Nova funcionalidade: sistemas Win9x/Me agora totalmente suportada. O programa irá tentar carregar e utilizar ASPI Manager (wnaspi32.dll) em sistemas Win9x/Me; A interface do usuário agora exibe bem em Win98 e superior; Atualização para 3,96 Lame. |
| 1.x                   | 1.2.1                 | 21 de Junho de 2004    | Adicionado suporte a média Bitrate (ABR) para o modo de codificação de MP3; Corrigido um bug que causa DVD erro de autenticação quando se utiliza vários DVD-ROMs. |
| 1.x                   | 1.2.2                 | 9 de Julho de 2004     | Corrigido um bug no formato Ogg Vorbis / que causou o arquivo resultante será menor do que alguns segundos de áudio original; Novo recurso: DVD Audio Extractor agora mostra quanto espaço será necessário para os arquivos de saída; tags ID3 (artista, álbum) não serão colocados em arquivos de saída devido às solicitações do usuário.                                                         |

| DVD Audio Extractor 2 | DVD Audio Extractor 2 | DVD Audio Extractor 2  | DVD Audio Extractor 2 |
| Versão                | Atualização           | Data de lançamento     | Mudanças significativas |
| --------------------- | --------------------- | ---------------------- | --- |
| 2.x                   | 2.0.1                 | 8 de Agosto de 2004    | Apoio plenamente todos os formatos LPCM, qualquer 16, 20 ou 24 bits, 48.000 ou 96.000 Hz de taxa de amostragem de 1 a 8 canais LPCM podem ser decodificada; Multi-canal de saída Wave apoiado, com uma opção para salvar cada canal para arquivo separado; Multi-canal OGG Vorbis saída agora possível. Agora você pode salvar áudio Dolby Digital 5.1 para 5.1 Surround OGG; Update biblioteca Lame 3.96.1 a mais recente versão; Outras pequenas melhorias. |
| 2.x                   | 2.1.0                 | 21 de Agosto de 2004   | Novo recurso: DTS Direct decodificação de áudio suportados. ordem do canal ajustado para múltiplos canais de saída de arquivo Wave. Agora use o padrão multi-canal Wave Canal Ordenação: Esquerda, Direita, Centro, LFE, Surround esquerdo e surround direito; velocidade aumenta quando a taxa de amostragem de reamostragem diferente; Outras pequenas correções.                                                                                           |
| 2.x                   | 2.2.0                 | 9 de Setembro de 2004  | fluxo Enhanced motor de decodificação. Usam menos memória e fornecer um melhor desempenho e compatibilidade; Adicionado suporte para 24 bits de saída Wave (para os Hi-Fi 24/96 jogadores); Escrever o tempo de reprodução correta em arquivo m3u playlist; número de faixa fixa no tag ID3. |
| 2.x                   | 2.2.1                 | 12 de Setembro de 2004 | Corrigido um bug na função resample. |
| 2.x                   | 2.2.2                 | 19 de Setembro de 2004 | Adicionado em pause / resume função. Útil quando você tem que quebrar o processo de codificação de um tempo para tratar qualquer outra coisa. UI redimensionada. Permitir uma navegação mais fácil quando o título DVD contém muitos capítulos; Enhanced buffer cache; Corrigido um bug discos escondidos e agora leia mais suavemente. |
| 2.x                   | 2.3.0                 | 1 de Outubro de 2004   | Novo recurso: agora você pode reproduzir / visualizar os capítulos selecionados antes de começar a extrair; Corrigido um bug em versões anteriores que causaram pula e aparece em algumas faixas de áudio; Atualizado em OGG / Vorbis bibliotecas para a versão 1.1.0. |
| 2.x                   | 2.3.1                 | 20 de Outubro de 2004  | Agora, o programa mantém todas as configurações do usuário, como a taxa da amostra, bitrate, etc; Adicionado um botão "Reiniciar para tornar mais fácil para iniciar outra rodada de extrair o áudio. Ao clicar neste botão tem o mesmo efeito que clicar em "Voltar" por três vezes e atualizar o DVD-ROM; Outras pequenas melhorias. |
| 2.x                   | 2.3.2                 | 2 de Dezembro de 2004  | Novo recurso: Foi adicionada uma opção de normalização que permite que você ajuste o volume de arquivos de áudio para um nível padrão; Sempre adicione cabeçalho Wave para arquivos WAV. |

| DVD Audio Extractor 3 | DVD Audio Extractor 3 | DVD Audio Extractor 3   | DVD Audio Extractor 3 |
| Versão                | Atualização           | Data de lançamento      | Mudanças significativas |
| --------------------- | --------------------- | ----------------------- | --- |
| 3.x                   | 3.0.1                 | 10 de Janeiro de 2005   | Novo recurso: Foi adicionada uma imagem de CD e cuesheet modo que possa converter o áudio selecionado em uma imagem de CD de áudio, que podem ser importados diretamente no CD popular software de gravação como o Nero, EAC ou CDRWin. Criando um CD de áudio de DVD não pode ser mais fácil; Melhoria da acessibilidade do teclado: Todos os itens de controle agora pode ser acessado por abas; Adicionado hotkeys acelerador vários: Ctrl + A para selecionar todos os capítulos, F2 para renomear capítulo, e Alt + B para voltar atrás, Alt + N para o próximo passo, etc; Sempre verifique a pasta de saída e verifique se há espaço em disco suficiente para arquivos de resultado; Outras pequenas melhorias. |
| 3.x                   | 3.0.2                 | 16 de Janeiro de 2005   | Corrigido um bug na função de reprodução de áudio/preview. |
| 3.x                   | 3.1.0                 | 23 de Fevereiro de 2005 | Enhanced MP3 configurações de codificação. Adicionado presets LAME e um melhor suporte a LAME encoder; Carrega OGG Vorbis e biblioteca LAME apenas quando utilizado. |
| 3.x                   | 3.2.0                 | 11 de Abril de 2005     | Melhoria da biblioteca de leitura de DVD. Agora lê discos DVD UDF formatado e manipula discos criptografados melhor; Downmix 5.1 canais de áudio Dolby surround estéreo compatível uma vez que este é mais preferido do que simples estéreo; Corrigido uma falha de carregamento do programa DVD causada por erro de informação nos arquivos IFO. |
| 3.x                   | 3.2.1                 | 18 de Maio de 2005      | Adicionado manipulação de exceção. O programa agora é mais robusta em não bem feita DVDs que contêm informações IFO inválido; Mais info comprimento exato momento. |
| 3.x                   | 3.3.0                 | 12 de Junho de 2005     | Novo recurso: Added rasgando a partir do arquivo VOB único. Isso pode ser usado como uma alternativa quando IFO arquivos estão faltando ou contêm erros; Corrigido um erro na decodificação Mono stream de áudio para o formato MP3; Corrigido um bug que causou erro em canal LFE quando decodificação DTS a 6 wav Mono. |
| 3.x                   | 3.3.1                 | 14 de Julho de 2005     | Corrigido um bug que causou violação de acesso exceção em alguns discos DVD; Atualizado em OGG/Vorbis bibliotecas para a versão 1.1.1. |
| 3.x                   | 3.3.2                 | 9 de Agosto de 2005     | Grava ajustado informações bitrate em MP3 cabeçalho, de modo que o tempo de reprodução aparece corretamente no Windows Media Player; dir Usa usuário temp para a pasta de saída por padrão; Outras pequenas melhorias na interface do usuário. |
| 3.x                   | 3.3.3                 | 8 de Setembro de 2005   | Executado completa tooltips contexto a todos os controles na interface do usuário; Corrigido um erro ao carregar DLL no Win98. |
| 3.x                   | 3.4.0                 | 11 de Novembro de 2005  | Novo recurso: agora todos os títulos podem ser extraídos de uma vez; Usa o formato Wave extensível. Isto permite criar arquivos wav multicanal ser reproduzidos no Windows Media Player; Todos os capítulos do primeiro título são selecionados por padrão; Melhoria da normalização da velocidade. |
| 3.x                   | 3.4.1                 | 15 de Novembro de 2005  | Ao converter para CD, selecionando "quebrar faixas por capítulo" agora inserir dois silêncio segundos; Para uma melhor compatibilidade com softwares antigos, use velho formato PCM Wave para mono ou Som estéreo WAV; Corrigido um bug no 3.4.0 que causou salta em alguns fluxo de áudio; Adicionado um aviso quando o arquivo wav de saída é maior que 4G; Tente ler o rótulo de DVD e usá-lo como nome do álbum quando não ID3 especificado; Outras pequenas melhorias. |
| 3.x                   | 3.5.0                 | 5 de Janeiro de 2006    | Novo recurso: Adicionado suporte para o formato FLAC. Agora você pode extrair a FLAC para economizar espaço e contornar o limite de tamanho de arquivos de 4G Wave. Também é possível salvar a Imagem de CD de áudio em formato FLAC; Melhor ajuda online. Pressione F1 na Etapa 2 vão directamente para a página de ajuda detalhada do formato selecionado; Usa menos memória em tempo de execução do que antes; Atualizado em OGG / Vorbis bibliotecas para a versão 1.1.2; Outras pequenas melhorias. |
| 3.x                   | 3.5.1                 | 12 de Fevereiro de 2006 | teclas de atalho Adicionado para os botões de bitmap: "Alt + P» para o jogo, "Alt + U" para pausar, "T + Alt" para parar, "Alt +>" para o capítulo seguinte, "Alt + <" para o último capítulo, e Alt " + F " para atualização de DVD-ROM, "Alt + W" para procurar; Pressione "Enter" em qualquer botão deve agora começar clicado; Para discos DVD que não tem título válido nele, ignorá-lo, em vez de aparecer um erro de exceção. |

| DVD Audio Extractor 4 | DVD Audio Extractor 4 | DVD Audio Extractor 4  | DVD Audio Extractor 4 |
| Versão                | Atualização           | Data de lançamento     | Mudanças significativas |
| --------------------- | --------------------- | ---------------------- | --- |
| 4.x                   | 4.0.1                 | 18 de Abril de 2006    | Nova interface do usuário para a etapa 1. Isso facilita a seleção de capítulos em títulos diferentes. E todos os capítulos selecionados pode ser visualizado/tocaram juntos; leitura discussão habilitado no plano de fundo. Isto traz ainda mais rápida velocidade extraindo; Outras pequenas melhorias.                                                                          |
| 4.x                   | 4.0.2                 | 22 de Abril de 2006    | Corrigido um bug que fazia com que o programa falhar quando algum título DVD não contém qualquer fluxo de áudio; Fixado um bug que causava saída MP3 silêncio. |
| 4.x                   | 4.1.0                 | 12 de Julho de 2006    | Novo recurso: Adicionado vídeo preview; Bug Fix: uma pequena parte de áudio no final do capítulo começa ignorado no modo de visualização; Adicionado medidor de velocidade, na página da codificação para que seja mais fácil ver a velocidade de processamento. |
| 4.x                   | 4.1.1                 | 4 de Setembro de 2006  | Mais cálculo preciso sobre o espaço em disco necessário; Sempre mostrar caixa de seleção de fluxo de áudio de combinação, para tornar mais evidente a mudança de fluxo ativo; Lembre-se passado pastas navegadas. |
| 4.x                   | 4.2.0                 | 21 de Dezembro de 2006 | Alterado novamente para usar a interface de usuário antigo, devido à feedbacks de usuários. Isso facilita a mudança de áudio, enquanto ainda mantê-lo mais fácil para selecionar todos os capítulos em títulos; A janela principal é agora resizable; Atualizado biblioteca Lame para a versão 3,97; Atualizado biblioteca libFLAC para a versão 1.1.3; Outras pequenas melhorias. |
| 4.x                   | 4.2.1                 | 16 de Janeiro de 2007  | Corrigido um bug na versão 4.2.0 que a versão recém-incluído do libFLAC.dll não pôde ser aberto em alguns sistemas. |
| 4.x                   | 4.2.2                 | 8 de Julho de 2007     | Atualizado biblioteca libFLAC para a versão 1.1.4; Permitir que procurar e salvar a pasta de rede; Lembre-se de taxa de amostragem utilizado pela última vez; Corrigido um erro na abertura de diálogo Sobre. |
| 4.x                   | 4.3.0                 | 13 de Janeiro de 2008  | DVD Audio Extractor é desenvolvido agora no Vista. Win95, Win98, Windows ME e Windows NT não são suportados. Por favor, fique em 4.2.2 se você estiver usando uma dessas plataformas; Adicionado suporte a tags FLAC, biblioteca libFLAC atualizado para a versão 1.2.1; Atualizado biblioteca Vorbis para a versão 1.2.0; Outras pequenas melhorias.                              |
| 4.x                   | 4.4.0                 | 7 de Julho de 2008     | Atualizado biblioteca Lame para a versão 3.98; Agora use tag ID3V2 para arquivos MP3 e superar alguns limites de ID3V1; Adicionado recurso de verificação de atualização, com uma opção para verificar automaticamente as atualizações; Adicionada uma opção para abrir uma janela de notificação quando a codificação acabado; Outras pequenas melhorias.                         |
| 4.x                   | 4.4.1                 | 19 de Julho de 2008    | Corrigido alguns erros causados na saída MP3; O programa agora trabalha melhor com o UAC no Vista. |
| 4.x                   | 4.5.0                 | 26 de Dezembro de 2008 | Removido restrição que DVDs leitura precisa de privilégios de administrador no XP e Win2K. O software agora pode ser usado com contas de nenhum administrador em todas as plataformas; Melhoria da velocidade de leitura de DVD que resultem em maior velocidade de extração; Atualizado biblioteca Lame para a versão 3.98.2; Outras pequenas melhorias.                          |
| 4.x                   | 4.5.1                 | 21 de Janeiro de 2009  | Padrão para usar ID3V1 tag para minimizar as chances de comprimento MP3 errado está sendo relatado; Corrigido um bug que causava nenhum áudio actuais fluxos ser listados no modo de VOB. |
| 4.x                   | 4.5.2                 | 21 de Março de 2009    | Fixo a sincronização de áudio/vídeo na janela de preview. |
| 4.x                   | 4.5.3                 | 4 de Abril de 2009     | preview do vídeo está sempre ligado; crash programa fixo durante redimensionar a janela. |
| 4.x                   | 4.5.4                 | 9 de Maio de 2009      | Reorganização documento fixa e ajudar html para torná tecla de atalho F6 funciona dentro dele. |
| 4.x                   | 4.5.5                 | 9 de Setembro de 2009  | Corrigido um bug que fazia com áudio sutil pular em alguns discos DVD; Atualizado biblioteca Vorbis para a versão 1.2.3; DVD Audio Extractor foi verificada a compatibilidade com o Windows 7. |

| DVD Audio Extractor 5 | DVD Audio Extractor 5 | DVD Audio Extractor 5   | DVD Audio Extractor 5 |
| Versão                | Atualização           | Data de lançamento      | Mudanças significativas |
| --------------------- | --------------------- | ----------------------- | --- |
| 5.x                   | 5.0.1                 | 22 de Fevereiro de 2010 | - Reestruturando o código fundamentais, que torna mais fáceis de adicionar novos recursos; - DVD Audio Extractor agora suporta discos DVD-Audio; - Sempre use o nível de compressão máxima para o formato FLAC; - Outras pequenas melhorias. |
| 5.x                   | 5.0.2                 | 4 de Março de 2010      | - Melhoria na leitura de discos DVD-Audio; - Atualizado biblioteca LAME para a versão 3.98.3; - Bug fix: audio não codificados corretamente quando a opção "Salvar arquivo de cada capítulo em separado" não está habilitado. |
| 5.x                   | 5.0.3                 | 12 de Abril de 2010     | - Atualizado biblioteca Vorbis para a versão 1.3.1; - Atualizado biblioteca LAME para a versão 3.98.4; - Bug fix: títulos em discos DVD-Audio não são listados corretamente em alguns casos raros; - Outras pequenas melhorias. |
| 5.x                   | 5.1.0                 | 10 de Maio de 2010      | - Melhoria AC3 e DTS códigos: RDC é desligado e uma melhor qualidade de downmix pode ser esperado; - Melhor desempenho perview vídeo; - Corrigido um bug que fazia errado stream de áudio começar listado em alguns discos DVD-Audio; - Outras pequenas melhorias.                                                                                        |
| 5.x                   | 5.1.1                 | 25 de Maio de 2010      | - Corrigido um bug DTS que foi introduzido na última versão; - Pequenos ajustes UI (Interface de usuário). |
| 5.x                   | 5.2.0                 | 19 de Julho de 2010     | - Melhorias na decodificação em códigos de áudio; - Corrigido um bug que causava saída de 88.2kHz quando era selecionado 96KHz; - Outras pequenas melhorias. |
| 5.x                   | 5.2.1                 | 15 de Agosto de 2010    | - Adicionado janela splash e notificação waitting ocupado; - Adicionado tags RIFF INFO suporte a arquivos de onda; - Bug fix: UTF-8 codificado arquivo CUE não é recorgnized pelo Nero. |
| 5.x                   | 5.2.2                 | 23 de Dezembro de 2010  | - Atualizado biblioteca Vorbis para a versão 1.3.2; - Adicionado a tag Gêneros info; Corrigido um erro que causou uma falha de programa, em casos raros; - Corrigido um erro que mostra um fluxo mono na velocidade errada; - Outras pequenas melhorias.                                                                                                  |
| 5.x                   | 5.2.3                 | 26 de Janeiro de 2011   | - Melhoria de sincronização de Áudio/Vídeo durante a visualização; - Fixo desligar quando previsão for interrompida; - Janela maior de visualização; - Outras pequenas melhorias. |
| 5.x                   | 5.3.0                 | 26 de Março de 2011     | - Movido site para novo domínio: www.dvdae.com; - Adicionada uma nova interface de linha de comando. Run h-dvdae no console para ver o uso. O wizard-como interface gráfica é renomeado para dvdae-gui; - Removida a opção algoritmo de MP3 a partir de interface do usuário. Algoritmo de alta qualidade será sempre usado; - Outras pequenas melhorias. |

| DVD Audio Extractor 6 | DVD Audio Extractor 6 | DVD Audio Extractor 6   | DVD Audio Extractor 6 |
| Versão                | Atualização           | Data de lançamento      | Mudanças significativas |
| --------------------- | --------------------- | ----------------------- | --- |
| 6.x                   | 6.0.0                 | 31 de Maio de 2011      | - Atualização de licenças. O código de licença usado em versões anteriores não funcionaram mais. Usuários teram que criar uma conta no site do desenvolvedor e baixar um novo arquivo de licença. |
| 6.x                   | 6.0.1                 | 30 de Junho de 2011     | - Adicionado suporte para Mac OS X; - Corrigido um bug que causou arquivo de licença válida não reconhecido, em casos raros; - Pequenos ajustes GUI. |
| 6.x                   | 6.0.2                 | 20 de Agosto de 2011    | - Dither agora é sempre aplicada em 8 bits e 16 bits de saída; - Pequena melhoria da qualidade do formato MP3; - Visualização de vídeo é mais estável no Mac OSX; - Corrigido um bug que notificam o som não é reproduzido quando a codificação final. |
| 6.x                   | 6.1.0                 | 16 de outubro de 2011   | - Metadata (tag) editor moved to step 1. Added a button to upload and download disc metadata. All the uploaded metadata is shared between all the users, so that people don't need to enter metadata for the same disc again. - Allow output folder and output file names to be generated based on disc metadata. - Resized main window to allow all controls arranged appropriatly. - Other minor enhancements. |
| 6.x                   | 6.1.1                 | 11 de novembro de 2011  | - A copy of metadata is saved to local cache, to save the trouble of downloading metadata for the same disc again and again. - Avoid invalid characters being used as file names. - Updated Lame library to version 3.99. |
| 6.x                   | 6.2.0                 | 23 de novembro de 2011  | - DVD Audio Extractor is now released on Linux (Ubuntu and Fedora are supported). - Fixed a bug in 6.1.1 that caused error while encoding to Mono MP3 files. - Updated Lame library to version 3.99.2. |
| 6.x                   | 6.3.0                 | 12 de fevereiro de 2012 | - New feature: Added support to ALAC (Apple Lossless Audio Codec) format. - Added 64-bit Linux packages. - Other minor enhancements. |

## Ligações Externas
- Site oficial
- Novidades do programa
- Características do programa
- Página de imagens do programa
- Página de tutoriais do programa
- Página de prêmios
- Download DVD Audio Extractor
- Página de registro
- Perguntas frequentes